# I Don't Feel Hate
I Don't Feel Hate è il singolo di debutto del cantautore tedesco Jendrik Sigwart, pubblicato il 25 febbraio 2021 su etichetta discografica Polydor Records, per conto della Universal Music.
Il brano, scritto stesso cantante con Christoph Oswald (quest'ultimo ne è anche il produttore), è stato selezionato per rappresentare la Germania all'Eurovision Song Contest 2021.

## Descrizione
Dopo la cancellazione dell'Eurovision Song Contest 2020 a causa della pandemia di COVID-19, l'emittente tedesca ARD ha confermato la partecipazione del paese all'edizione del 2021, ospitata nuovamente dalla città olandese di Rotterdam, annunciando una selezione interna per la ricerca del rappresentante nazionale.
Il brano è stato selezionato internamente da una giuria di cento persone disposta dall'ente radiotelevisivo tedesco NDR per rappresentare la Germania alla manifestazione europea. Facendo la Germania parte dei Big Five, il brano ha avuto accesso direttamente alla serata finale. Nel maggio 2021, Jendrik si è esibito nella finale eurovisiva, dove si è piazzato al 25º posto su 26 partecipanti con 3 punti totalizzati.

## Tracce
Testi e musiche di Jendrik Sigwart e Christoph Oswald.
1. I Don't Feel Hate – 2:56

## Classifiche
| Classifica (2021) | Posizione massima |
| ----------------- | ----------------- |
| Lituania          | 79                |